# Epimedium elatum
Epimedium elatum är en berberisväxtart som beskrevs av Morr. och Decne.. Epimedium elatum ingår i släktet sockblommor, och familjen berberisväxter. Inga underarter finns listade i Catalogue of Life.